# Koudeperiode van rond 6200 v.Chr.

Het temperatuurverloop op Groenland toont de koude periode 8200 jaar voor heden

De koudeperiode van rond 6200 v.Chr. was een plotselinge daling van de wereldwijde temperatuur die rond het jaar 6200 v.Chr. plaatsvond. Deze koudeperiode duurde ongeveer twee tot vier eeuwen. De plotselinge afkoeling was milder dan die van de Jonge Dryas, de laatste koudepiek van de laatste ijstijd, maar strenger dan de Kleine IJstijd nadien. De afkoeling van rond 6200 v.Chr. vormt een belangrijke uitzondering op de algemene trend van opwarming tijdens het Holoceen in het zogeheten Atlanticum (het Holocene klimaatoptimum). Sommige wetenschappers beschouwen de periode van het Atlanticum vóór 8200 BP als het Pre-Atlanticum en laten het 'echte' Atlanticum pas daarna starten.